# Safia Otokoré
Pour les articles homonymes, voir Otokoré.
Safia Otokoré, née Safia Ibrahim le 17 octobre 1969 à Djibouti (alors dans le territoire français des Afars et des Issas), est une femme politique française, membre du Parti socialiste.

## Biographie
Safia Otokoré est la quatrième d'une fratrie de dix enfants, dans une famille originaire de Somalie,. Comme la majorité des fillettes de son pays, elle a été victime de mutilations génitales féminines (excision et infibulation).
Elle obtient le baccalauréat et une bourse canadienne pour étudier à l’université au Sénégal. Elle rencontre le footballeur Didier Otokoré qu'elle rejoint en France en 1993. Ils ont deux enfants avant de se séparer.
À Auxerre, Safia Otokoré crée l'« Association pour mieux connaître l’Afrique » (AMCA), devenue « Aider et mieux connaître l’Afrique ». Elle est professeure d’éducation physique et sportive.

## Carrière politique
Safia Otokoré adhère au Parti socialiste en 1999. Elle fait partie en 2006-2007 de l'équipe de campagne présidentielle de Ségolène Royal, chargée de l'animation des comités de soutiens « Désirs d'avenir ». En novembre 2008, elle soutient Pierre Moscovici lors du congrès de Reims, et participe avec lui ensuite au groupe « Besoin de Gauche » du PS. Elle est alors membre du Bureau national du Parti socialiste, où elle ne siège plus à partir de 2012.
En 2011, elle fait partie de l'équipe de campagne de François Hollande lors des primaires socialistes. En 2012, elle est nommée conseillère du ministre de l'Économie, Pierre Moscovici, chargée de la communication.
En septembre 2013, elle quitte le ministère de l'Économie et des Finances  pour l'Agence française de développement où elle coordonne depuis le 16 septembre 2013 les projets consacrés aux droits des femmes.

### Candidatures et mandats électoraux
Safia Otokoré est élue en mars 2001 maire-adjointe de la ville d'Auxerre. Elle est démise de ses fonctions en 2005 par le maire Guy Ferez pour « son absentéisme et des problèmes de comportement ».
En mars 2004, elle est élue conseillère régionale de Bourgogne et devient vice-présidente de l'institution. Elle est réélue conseillère régionale en 2010 où elle devient deuxième vice-présidente et siège à la commission sport, développement à l'international et lutte contre les discriminations.
En 2007, Safia Otokoré est candidate socialiste dans la 11e circonscription des Yvelines. Elle obtient 27 % des voix au premier tour, et 48,25 % au second tour contre Jean-Michel Fourgous.
Élue au conseil municipal d'Élancourt, dans les Yvelines, en 2008, Safia Otokoré démissionne de ce mandat en septembre 2009.
En 2011, elle sollicite l'investiture  pour les élections législatives de 2012 dans la troisième circonscription de la Côte-d'Or ,, mais les militants du Parti socialiste lui préfèrent Kheira Bouziane. Safia Otokoré annonce maintenir sa candidature,, puis y renonce faute d'obtenir un soutien des instances nationales.
En 2014, elle se présente à l'élection municipale à Genlis, sur la liste du maire sortant Noël Bernard (PRG). La liste est battue par la liste UMP de Vincent Dancourt et Otokoré n'est pas élue au conseil municipal,.
En octobre 2015, elle participe à la création d'un mouvement qui envisage de se présenter en tant que liste dissidente du Parti socialiste, en vue de l'élection régionale qui se tient en décembre. Finalement pas en mesure de se présenter, elle appelle après le premier tour qui a placé la liste FN en tête et la liste PS en dernière position, à ce que cette dernière se retire et à voter pour le candidat UDI - Les Républicains François Sauvadet. Cela ne se fait pas et la liste PS de Marie-Guite Dufay est élue au second tour.

## Publication
- Safia, un conte de fées républicain, récit avec la participation de Pauline Guéna, Paris, Robert Laffont, 2005, coll. «J'ai Lu»,  (ISBN 2290353000)